# Giovanni Deogratias
Giovanni Deogratias (Cartoceto, 31 gennaio 1961) è un ex calciatore italiano, di ruolo difensore.

## Carriera
Ha disputato cinque campionati di Serie B con le maglie di Rimini ed Ancona, per complessive 104 presenze e 5 reti.
Nella stagione 1991-1992 ottiene la promozione in Serie A con l'Ancona, iniziando la stagione successiva in massima serie con i marchigiani, senza però ottenere presenze in campionato, per essere poi ceduto al Messina in Serie C1 nella sessione autunnale del calciomercato.

## Palmarès

### Club

#### Competizioni nazionali
- Serie C1: 1

Ancona: 1987-88
- Campionato Interregionale: 1

Ravenna: 1984-1985